# Калинка (Могилёвская область)
Кали́нка (бел. Калінка) — деревня в составе Михеевского сельсовета Дрибинского района Могилёвской области Республики Беларусь.

## Население
- 1999 год — 12 человек
- 2010 год — 1 человек